# Дистомон
Ди́стомон (греч. Δίστομον ή Δίστομο) — малый город в Греции. Расположен на высоте 272 метра над уровнем моря, у западного подножья горы Геликона, в 5 километрах к северу от северного побережья Коринфского залива, в 9 километрах к юго-востоку от Араховы, в 12 километрах к востоку от Десфины, в 16 километрах к юго-востоку от Дельф, в 18 километрах к западу от Левадии и в 105 километрах к северо-западу от Афин. Административный центр общины (дима) Дистомон-Арахова-Андикира в периферийной единице Беотии в периферии Центральной Греции. Население 1589 жителей по переписи 2011 года.
Через город проходит национальная дорога 29. Севернее города проходит национальная дорога 48 Нафпактос — Арахова — Левадия, часть европейского маршрута E65.
Город известен как место резни в Дистомо, которая была учинена армией нацистской Германии против местных жителей в период оккупации Греции странами «оси». Один из важнейших памятников Византийской архитектуры — монастырь Осиос-Лукас, расположен вблизи Дистомона. Греческая металлургическая компания, специализирующаяся на выплавке алюминия, Aluminium of Greece, имеет производственные мощности в прибрежной деревне Айос-Николаосе. Также в городе развито сельское хозяйство и сфера услуг.

## Сообщество Дистомон
В общинное сообщество Дистомон входят три населённых пункта. Население 3192 жителя по переписи 2011 года. Площадь 80,498 квадратного километра.
| Населённый пункт | Население (2011), человек |
| ---------------- | ------------------------- |
| Айос-Николаос    | 25                        |
| Дистомон         | 1589                      |
| Паралия-Дистому  | 1578                      |

## Население
| Год  | Население, человек |
| ---- | ------------------ |
| 1991 | 2509               |
| 2001 | 2121               |
| 2011 | ↘ 1589             |